# Elezioni amministrative in Italia del 1959
Le elezioni amministrative italiane del 1959 si tennero il 7 giugno per i comuni di Bari, Bisceglie, Terlizzi, Gioia del Colle e Turi e il 22 novembre per altri 10 comuni (Pontecurone, Fumone, Campo San Martino, Noceto, Certosa di Pavia, Inveruno, Voghera, Adria, Prarostino e San Secondo). La Camera dei Deputati invece votò per il rinvio alla primavera del 1960 delle elezioni comunali a Napoli, Firenze, Venezia, Matera ed altri comuni le cui gestioni commissariali arano state prolungate oltre i termini previsti dalla legge.

## Elezioni nei comuni capoluogo

### Bari
| Liste                                          | Voti    | %     | Seggi |
| ---------------------------------------------- | ------- | ----- | ----- |
| Democrazia Cristiana (DC)                      | 53.974  | 36,24 | 23    |
| MSI - PDIUM                                    | 33.602  | 22,56 | 14    |
| Partito Comunista Italiano (PCI)               | 28.398  | 19,43 | 12    |
| Partito Socialista Italiano (PSI)              | 25.492  | 17,12 | 10    |
| Partito Socialista Democratico Italiano (PSDI) | 3.254   | 2,18  | 1     |
| Partito Repubblicano Italiano (PRI)            | 2.209   | 1,48  | -     |
| Partito Liberale Italiano (PLI)                | 1.995   | 1,34  | -     |
| Totale                                         | 148.924 |       | 60    |